# (4596) 1981 QB
1981 كيو بي (ويعرف أيضًا باسم (4596) 1981 كيو بي وفق تسمية الكوكب الصغير) (بالإنجليزية: 1981 QB)‏ هو كويكب ضمن حزام الكويكبات؛ وترتيبه 4596 من حيث الاكتشاف.
اكتُشف هذا الجُرم الفلكي بواسطة تشارلز كوال في 28 أغسطس 1981.

## وصلات خارجية
- (4596) 1981 QB في قاعدة بيانات مختبر الدفع النفاث لأجرام النظام الشمسي الصغيرة

- الاكتشاف · مخطط المدار ·  العناصر المدارية · المعلمات المادية

- (4596) 1981 QB على موقع ويكي سكاي: DSS2, SDSS, GALEX, IRAS, Hydrogen α, X-Ray, Astrophoto, Sky Map, Articles and images